# Jean Tolbecque
Jean Tolbecque, född 1857 i Niort, död 1890, var en fransk cellist och organist. Han var son till Auguste Tolbecque.
Tolbecque studerade vid musikkonservatoriet i Marseille, där han vann första priset i celloklassen. Därefter begav han sig till Paris och fullföljde studierna vid Pariskonservatoriet under Alexandre Chevillards ledning. Även där kom honom åtskilliga belöningar till del, jämväl i orgelklassen. Efter avslutade studier inträdde han i Opera Comiques orkester. Ar 1880 kom han till Stockholm, där han uppehöll sig en längre tid och lät höra sig som cellist vid flera tillfällen, första gången på en konsert i januari. Han spelade även tillsammans med Kungliga Hovkapellet, då han framförde Camille Saint-Saëns karakteristiska a-mollkonsert. Från svenskt förlag utgav han några smärre salongsstycken för piano.